# 辛克岩
64°49′S 63°30′W / 64.817°S 63.500°W
辛克岩（英語：Sinker Rock）是南極洲的岩石，位於帕默群島，處於高迪爾島北端，由讓-巴蒂斯特·夏古率領的法國探險隊繪入地圖，現時由南極條約體系管理。